# Miscanthus nepalensis
Miscanthus nepalensis là một loài thực vật có hoa trong họ Hòa thảo. Loài này được (Trin.) Hack. mô tả khoa học đầu tiên năm 1889.